# Aulonium trisulcum
Aulonium trisulcum är en skalbaggsart som först beskrevs av Geoffroy 1785.  Aulonium trisulcum ingår i släktet Aulonium, och familjen barkbaggar. Arten är reproducerande i Sverige.